# Полтавакондитер
ПрАТ «Домінік», відоме як «Полтавакондитер» — підприємство харчової промисловості, розташоване в місті Полтава, зайняте в галузі виробництва солодощів.

## Історія
На початку XX століття в Полтаві функціонувало кілька десятків приватних артілей-кондитерських, які поставляли солодощі далеко за межі Полтавської губернії. Після Жовтневого перевороту у 1918 році міні-фабрики були націоналізовані, а в 1922 році рішенням Губернської Ради народного господарства, об'єднані в одне кондитерське підприємство, яке отримало назву «Державна кондитерська фабрика».
У 1929 році на базі фабрики створений Полтавський трест «Полтдержкондфабрика».
У 1934 році фабриці присвоєно ім'я Сергія Кірова.
У роки німецько-радянської війни підприємство було евакуйоване до Прокоф'євська Алтайського краю, де працювало на потреби армії.
У післявоєнні роки фабрика виготовляла переважно карамель та печиво. Домінувала ручна праця, і тільки у 1952 році карамельний цех був обладнаний двома напівмеханічними лініями.
Станом на початок 1955 року Полтавська кондитерська фабрика разом з Полтавським м'ясокомбінатом були найбільшими підприємствами харчової промисловості Полтави та Полтавської області.
З 1960-х років розпочалася модернізація виробництва. Були введені в дію вафельний та мармеладний цехи, конвеєри і механізовані лінії, встановлені відливні машини безперервної дії. В результаті, асортимент продукції було розширено, на фабриці був освоєний випуск карамелі в загорнутому вигляді, а згодом —  випуск помадкових, глазурованих і неглазурованих цукерок.
У 1980 році споруджено та введено в експлуатацію новий 5-поверховий виробничий корпус, обладнаний новим виробничим обладнанням.
На початок 1989 року основною продукцією фабрики була льоданикова карамель з фруктовими, лікерними, молочними, медовими і горіховими наповнювачами. Також випускалися цукерки на вафельній основі, глазуровані і неглазуровані цукерки, батончики, кремові кондитерські вироби, вафлі, ірис та інша кондитерська продукція, що постачалася до п'яти союзних республік — УРСР, РРФСР, Казахської, Таджицької та Узбецької РСР.
У 1990-і роки на базі приватизованого підприємства створено відкрите акціонерне товариство «Полтавакондитер».
У 2000 році підприємство розпочало співпрацю з інвестиційним фондом «SigmaBleyzer», в результаті якої споруджено новий виробничий корпус.
У 2001 році для ВАТ «Полтавакондитер» було викуплено будівлю недобудованого поліграфічного комплексу, у якому був обладнаний цех з виробництва шоколаду і шоколадних виробів. Виробничі потужності підприємства були збільшені.
З початком фінансової кризи 2008 року становище підприємства ускладнилося, однак вде 2009 рік ВАТ «Полтавакондитер» завершило з прибутком у 24,34 млн гривень.
Станом на початок 2014 «Полтавакондитер» входило до переліку провідних промислових підприємств Полтави і було одним з найбільших кондитерських підприємств України. У січні-вересні 2014 року обсяги виробництва скоротилися на 5%, підприємство випустило 13 628 тонн кондитерських виробів.
У березні 2015 року підприємство освоїло випуск нової продукції — печива зі смаком топленого молока.
У 2017 році підприємство ПрАТ «Полтавакондитер» перереєстровано як ПрАТ «Домінік».

## Діяльність
На підприємстві здійснюється виробництво кондитерських виробів на трьох окремих виробничих лініях:
- шоколадний виробничий цех;
- цукерково-карамельний виробничий цех;
- борошняний виробничий цех.[14]

Виробничі лінії розташовані на двох виробничих територіях:
- Виробнича територія №1 (м. Полтава, вул. Спаська, 10 );
- Виробнича територія №2 (м. Полтава, вул. Решетилівська, 2).[15]